# Episodi di The Son - Il figlio (seconda stagione)
La seconda e ultima stagione della serie televisiva The Son, composta da dieci episodi, è stata trasmessa in prima visione assoluta negli Stati Uniti d'America da AMC dal 27 aprile al 29 giugno 2019.
In Italia, la stagione è andata in onda in prima visione sul canale satellitare Sky Atlantic dal 10 maggio al 7 giugno 2022.
| nº | Titolo originale                | Titolo italiano                   | Prima TV USA   | Prima TV Italia |
| -- | ------------------------------- | --------------------------------- | -------------- | --------------- |
| 1  | Numunuu                         | Numunuu                           | 27 aprile 2019 | 10 maggio 2022  |
| 2  | Ten Dollars and a Plucked Goose | Dieci dollari e un'oca spennata   | 4 maggio 2019  | 10 maggio 2022  |
| 3  | The Blind Tiger                 | The Blind Tiger                   | 11 maggio 2019 | 17 maggio 2022  |
| 4  | Scalped a Dog                   | Cane scalpato                     | 18 maggio 2019 | 17 maggio 2022  |
| 5  | Hot Oil                         | Petrolio bollente                 | 25 maggio 2019 | 24 maggio 2022  |
| 6  | The Blue Light                  | La lampada blu                    | 1º giugno 2019 | 24 maggio 2022  |
| 7  | Somebody Get a Shovel           | Qualcuno prenda una pala          | 8 giugno 2019  | 31 maggio 2022  |
| 8  | All Their Guilty Stains         | Tutte le macchie della loro colpa | 15 giugno 2019 | 31 maggio 2022  |
| 9  | The Bear                        | L'orso                            | 22 giugno 2019 | 7 giugno 2022   |
| 10 | Legend                          | Leggenda                          | 29 giugno 2019 | 7 giugno 2022   |